# Nhân cách pháp lý
Nhân cách pháp lý (tiếng Anh: juridical personality, legal personality) nghĩa là có khả năng nắm giữ các quyền lợi và nghĩa vụ hợp pháp trong một hệ thống hợp pháp nào đó, như tham gia hợp đồng, kiện và bị kiện. Nhân cách pháp lý là một điều kiện tiên quyết đối với tư cách pháp lý, khả năng của bất cứ người hợp pháp nào trong việc thực hiện các quyền và nghĩa vụ. Trong luật pháp quốc tế, nhân cách pháp lý là điều kiện tiên quyết đối với một tổ chức quốc tế để nó có thể ký các hiệp ước quốc tế bằng tên của chính nó.
Đối tượng có nhân cách pháp lý được gọi là một cá nhân (tiếng Latinh: persona). Cá nhân có hai loại: thể nhân (natural person hay physical person) và pháp nhân (juridical person, còn được gọi là juridic person, juristic person, artificial person, legal person, hay fictitious person, tiếng Latinh: persona ficta) – các thực thể như các tập đoàn (corporation), được đối xử trong luật pháp như thể họ là những con người. Trong khi con người cần nhân vị tính hợp pháp khi họ ra đời, pháp nhân cũng cần làm vậy khi họ thành lập doanh nghiệp theo luật pháp.

### Sách
- Binder, J (1907). Das Problem der juristischen Persönlichkeit. Bản gốc lưu trữ ngày 20 tháng 7 năm 2011. Truy cập ngày 12 tháng 2 năm 2017.
- Saleilles, R (1922). De La Personalité Juridique: Histoire et Théories.
- Hallis, F (1930). Corporate Personality: A Study in Jurisprudence.
- Duff, P.W (1938). Personality in Roman Private Law.
- Cooke, C.A (1950). Corporation, Trust and Company: A Legal History.
- Watson, A (1967). The Law of Persons in the Later Roman Republic.
- Guterman, S (1990). The Principle of the Personality of Law in the Germanic Kingdoms of Western Europe from the Fifth to the Eleventh Century.

### Bài báo
- Dewey, J (1926). "The Historic Background of Corporate Legal Personality". Yale Law Journal. Quyển 35.
- Machen, A.W (1910). "Corporate Personality". Harvard Law Review. Quyển 24.